# 佐久間車站
佐久間車站（日语：／ Sakuma eki */?）是位於日本靜岡縣濱松市天龍區，屬於東海旅客鐵道（JR東海）飯田線的鐵路車站。北站位於JR東海東海鐵道事業本部的直轄範圍內，並由隔鄰的中部天龍車站負責管理。

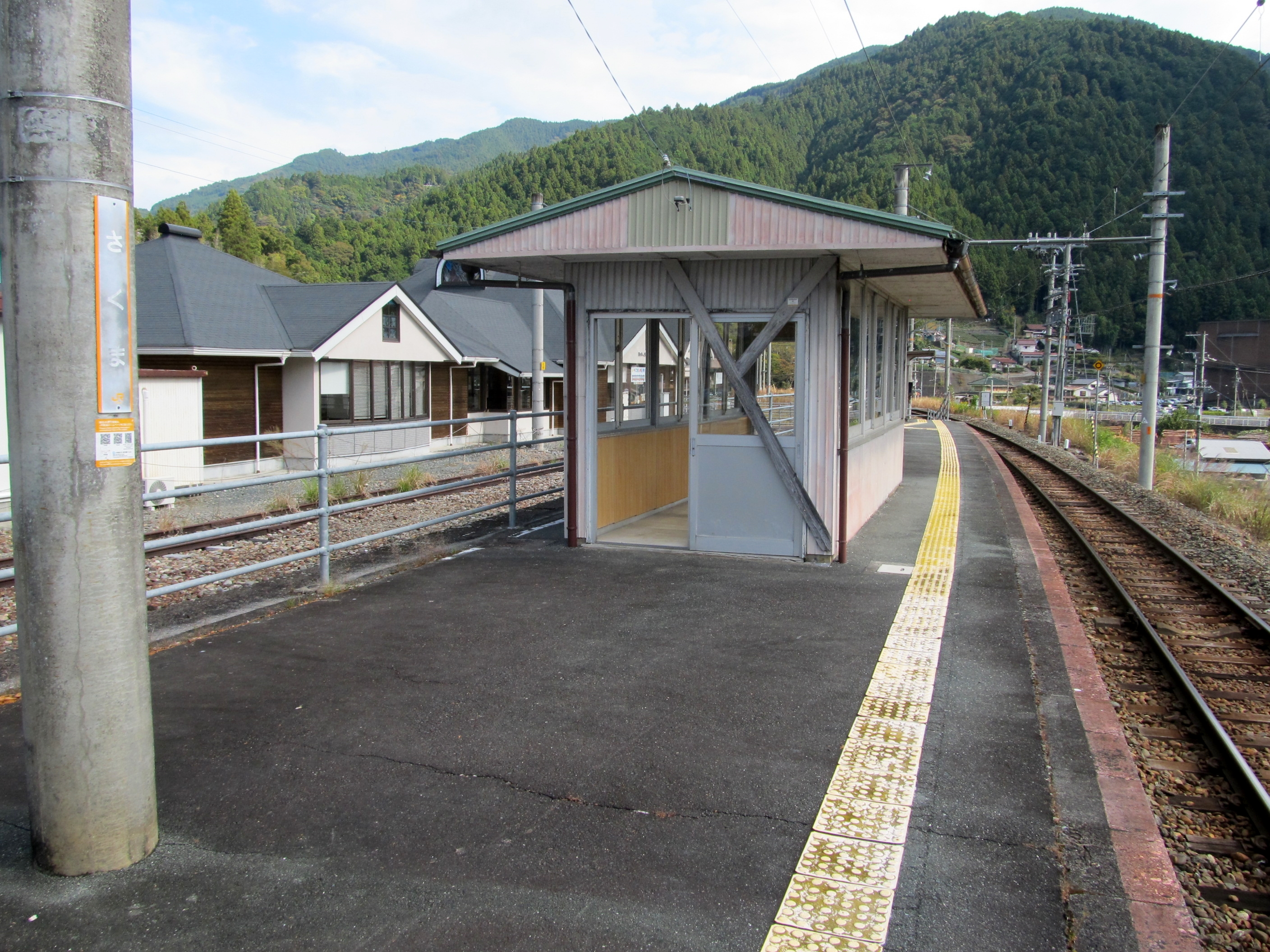
候車室（2022年10月）

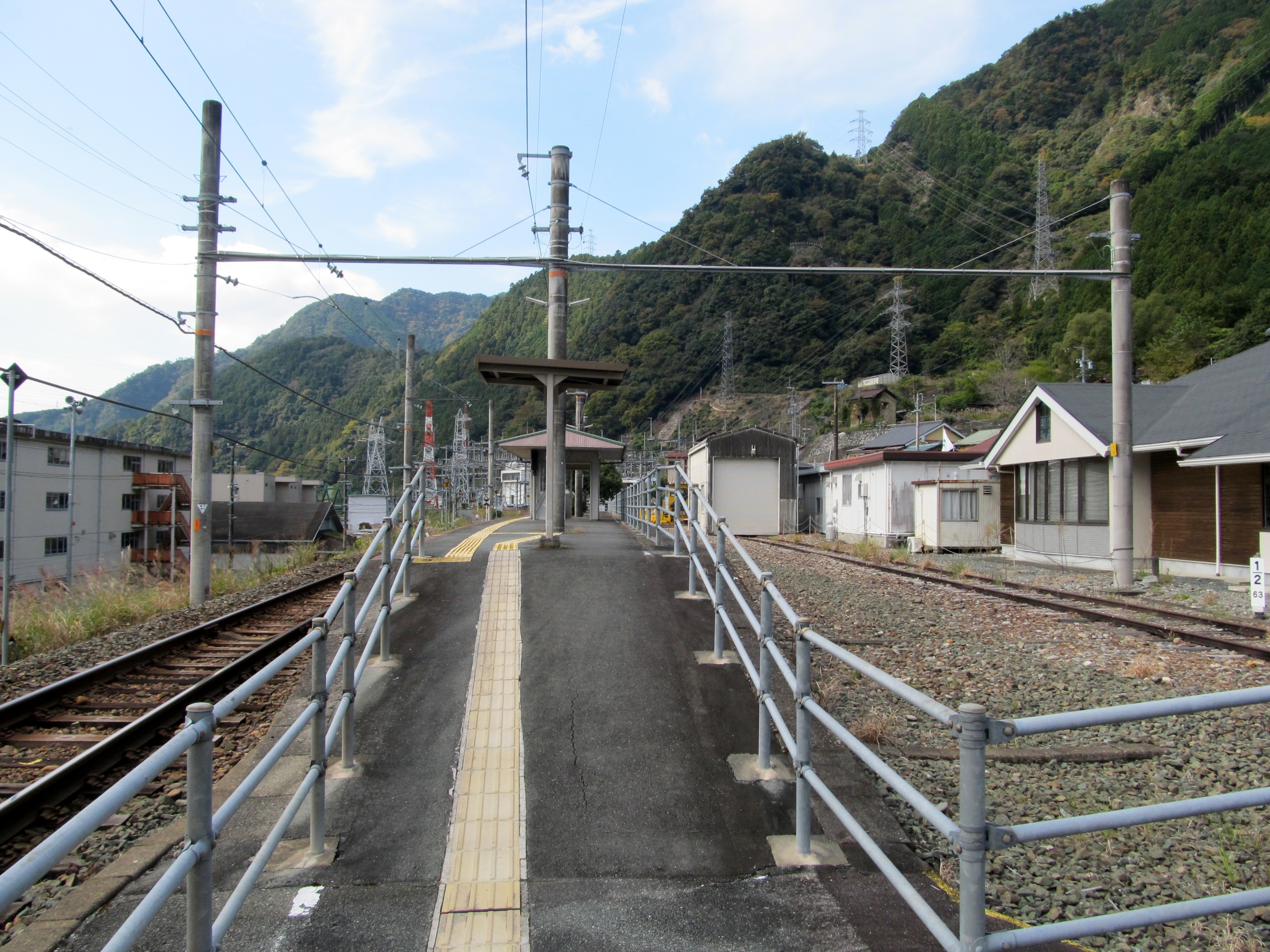
月台入口（2022年10月）

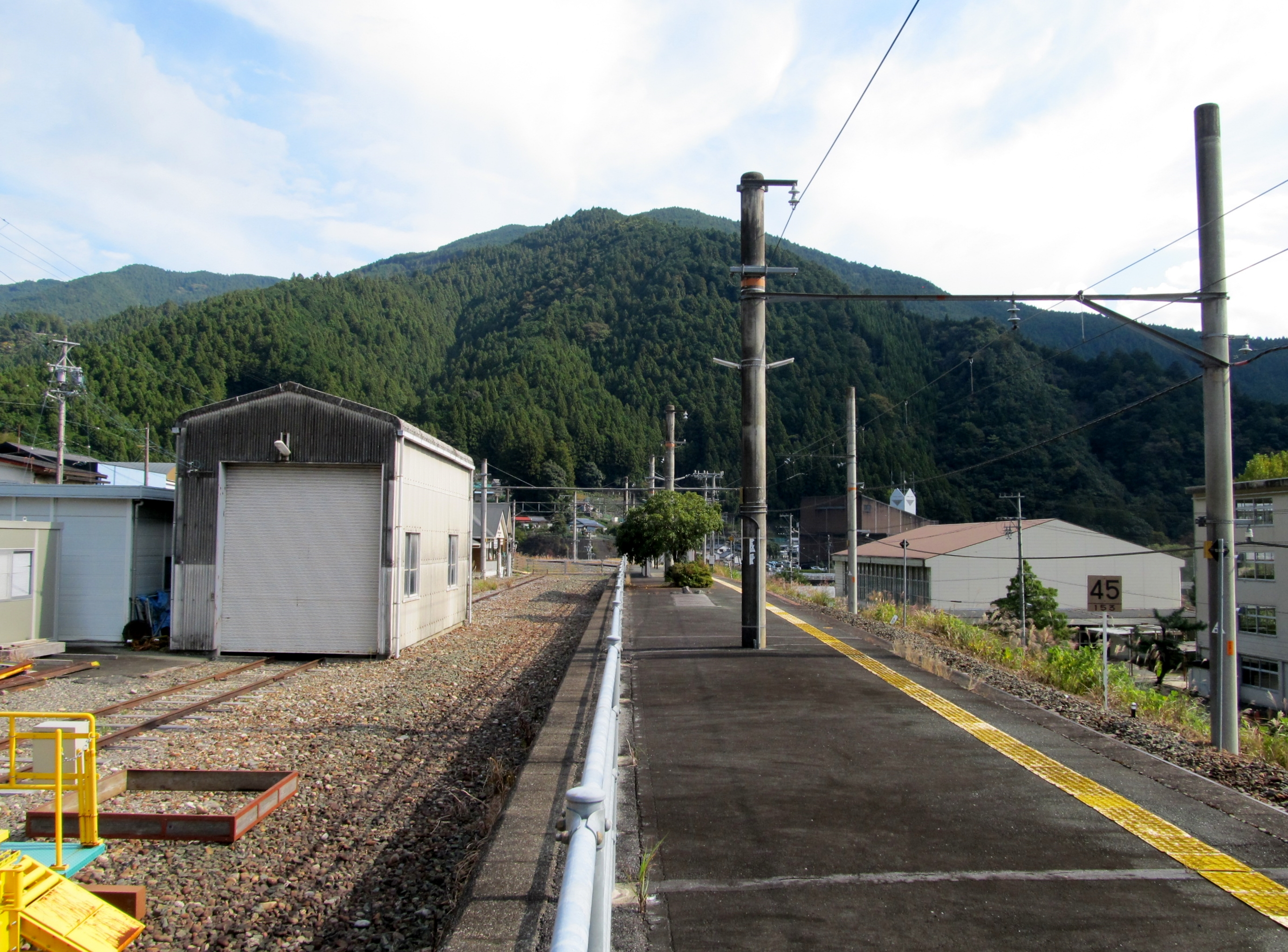
月台（2022年10月）

## 簡介
本站是距離濱松市役所佐久間綜合事務所（也就是所在行政區尚未合併升格之前、舊佐久間町的行政中心）最近的鐵路車站，因此可說是該地區的主車站。1984年時配合飯田線南段的中央控制行車（CTC）啟用，撤除站員的配置變成無人車站，1989年時舊站房損毀之後，利用站房原址設置了佐久間町立圖書館（也就是今日的濱松市立圖書館佐久間分館），而車站的候車室則是併設在圖書館建築內。
本站在1936年初設時（當時還是三信鐵道所屬車站）原名佐久間水窪口停留場，直到1941年2月7日時才升格成一般車站，改名佐久間水窪口車站。同年11月15日，正式改為目前的站名「佐久間」。
本站在1955年時為了配合佐久間大壩的設置曾遷移位址過，在遷移前的舊站址位於今日車站以西、目前由電源開發（J-Power）佐久間發電廠所使用的土地。除了站房遷址外，配合大壩的設置飯田線在佐久間至大嵐之間的路段也進行改線。兩站之間原本存在的豐根口、天龍山室與白神等三個車站一同廢站，目前全都已沈入佐久間湖（佐久間大壩設置之後所圍成的人工湖）湖底。而本站也在2002年入選中部車站百選（第四回）。

## 相鄰車站
東海旅客鐵道
 飯田線
■ 快速（只限上行運行）
中部天龍 ← 佐久間 ← 城西
■ 普通
中部天龍－佐久間－相月